# Выход (гора)
Вы́ход — гора в Украинских Карпатах, между массивами  Черногорой и  Мармарошский. Расположена на границе  Ивано-Франковской и Закарпатской областей, западнее села Зелёное (Верховинский район) и юго-восточнее села Луги (Раховский район).
Высота 1471,4 м (по другим данным — 1474,9 м). Гора расположена на хребте, который простирается от горы  Поп Иван (массив Черногора) до горы Стог (Мармарошский массив). Вершина горы безлесна, склоны крутые (кроме северо-восточного).
Вдоль линии хребта, на котором расположена гора Выход, проходит водораздел между бассейнами рек Тисы и Черемоши (приток Прута).